# هونتینگتوون (مریلند)
هونتینگتوون (به انگلیسی: Huntingtown) شهری در ایالت مریلند کشور ایالات متحده آمریکا است که جمعیت آن در سرشماری سال ۲۰۱۰ میلادی، ۳٬۳۱۱ نفر بوده‌است.